# 1959 год в истории метрополитена
В этой статье перечисляются основные  события из истории метрополитенов в 1959 году. Полужирным шрифтом выделены открытия новых транспортных систем.

## События
- 12 января — открыты станции «Ленинские горы» (ныне «Воробьёвы горы») и «Университет» Кирово-Фрунзенской линии Московского метрополитена.
- 7 ноября — открыта станция «Фили» Арбатско-Филёвской линии Московского метрополитена.
- 29 декабря — открыт Лиссабонский метрополитен.

### Без точной даты
В этом году было начато проектирование второй линии Римского метрополитена.